# Djelloul Djoudi
 (décembre 2024).
Djelloul Djoudi est un homme politique Algérien, militant au sein du Parti des Travailleurs (PT) algérien, secrétaire national chargé de l'information et de la communication, élu député de la wilaya d'Alger (2012-2017), président du groupe parlementaire du Parti des travailleurs à l'Assemblée Populaire Nationale (APN) .